# Am Echad
Am Echad (hebräisch עַם אֶחָד ʿAm Echad, deutsch ‚Ein Volk‘) war eine Partei in Israel. Sie war eine stärker sozialistisch orientierte Abspaltung von der Arbeitspartei und wurde von Amir Peretz, früherer Vorsitzender des israelischen Gewerkschaftsbundes Histadrut, geleitet. Bei der Knesset-Wahl 1999 errang Am Echad zwei Mandate, 2003 waren es drei Mandate. Im Jahr 2005 fusionierte Am Echad wieder mit der Arbeitspartei, der Abgeordnete David Tal gründete seine eigene Fraktion, schloss sich jedoch später Kadima an.